# Landouzy-la-Cour
 Landouzy-la-Cour  là một xã ở tỉnh Aisne, vùng Hauts-de-France thuộc miền bắc nước Pháp.